# Fascio Giovanni Grion 1928-1929
Questa voce raccoglie le informazioni riguardanti il Fascio Giovanni Grion nelle competizioni ufficiali della stagione 1928-1929.

## Rosa
| N. |                   | Ruolo | Calciatore                        |
| -- | ----------------- | ----- | --------------------------------- |
|    | Italia (bandiera) | A     | Bonessi                           |
|    | Italia (bandiera) | A     | Francesco Cerdonio                |
|    | Italia (bandiera) | C     | Mario Colussi                     |
|    | Italia (bandiera) | P     | Giacomo Crismanich (Crismani)     |
|    | Italia (bandiera) | C     | Emanuele Depicolzuane (Lele) (IV) |
|    | Italia (bandiera) | A     | Angelo Dicovich (Dicovi)          |
|    | Italia (bandiera) | P     | Valerio Dinelli (II)              |
|    | Italia (bandiera) | A     | Carlo Gasperutti                  |
|    | Italia (bandiera) | A     | Giovanni Luciani                  |

| N. |                   | Ruolo | Calciatore                  |
| -- | ----------------- | ----- | --------------------------- |
|    | Italia (bandiera) | D     | Nicolò Poiani               |
|    | Italia (bandiera) | D     | Ferruccio Rocco             |
|    | Italia (bandiera) | A     | Francesco Stocovaz (Stocco) |
|    | Italia (bandiera) | D     | Rodolfo Tomich (Tomi)       |
|    | Italia (bandiera) | A     | Gino Ugo                    |
|    | Italia (bandiera) | C     | Giuseppe Verk (Monti) (II)  |
|    | Italia (bandiera) | C     | Mario Verk (Monti) (I)      |
|    | Italia (bandiera) | C     | Bruno Vucich (Vucini)       |
|    | Italia (bandiera) | A     | Vittorio Zucca              |